# Frank Mason Robinson
Frank Mason Robinson (12. září 1845 Corinth, Maine – 8. července 1923 Atlanta, Georgie) je autorem produktového názvu Coca-Cola.

## Život
V mládí žil v Iowě, kde se oženil s Laurou Clapp. V roce 1886 se usadil v Atlantě, kde pracoval jako sekretář a účetní pro Pemberton Chemical Company.
Dr. John Pemberton experimentoval s produkty obsahujícími zbytky koky a oříšky koly. Frank Mason Robinson pojmenoval tuto směs jako Coca-Cola, přičemž logo bylo psáno typem písma Spencerian script, které bylo svého času populární mezi účetními v této oblasti. Jeho zápis Coca-Coly se stal jednou z nejvíce známých obchodních značek světa. Výrobek byl představen v květnu 1886 v Jacobs Pharmacy v Atlantě. V prvním roce se prodalo 25 gallonů nápoje, další rok prodej stoupl již na 1049 galonů. V roce 1888 prodal Dr. Pemberton složení výrobku Asa G. Candlerovi.

Frank Mason Robinson bydlel v domě v Druid Hills, na okraji Atlanty. V politických názorech se vyznačoval jako republikán v celonárodních zájmech, naopak demokratické postoje zastával v místní a státní politice.